# Oäkta barn
Oäkta barn var förr ett rättsbegrepp för barn som fötts utom äktenskap. Barn utom äktenskap saknade enligt den tidens begrepp börd och bördsrätt. När föräldrabalken trädde i kraft i Sverige 1 januari 1950 upphörde lagen den 14 juni 1917 (nr 376) om barn utom äktenskap att gälla, och framgent har alla barn i Sverige haft samma juridiska status. I arvsrättsligt hänseende likställdes oäkta barn med barn födda inom äktenskapet, den 1 januari 1970, från och med vilket de fick lika arvsrätt.
Oäkta kallades förr ett barn som ej hade fötts inom äktenskapet eller i trolovning. Som oäkta börd gällde juridiskt för barn som avlats, såsom det då också hette, i lägersmål eller lönskaläge. Ett barn, som av avlelsen kallades oäkta, kunde bli äkta eller legitimt om föräldrarna ingick äktenskap, slöt trolovning eller gav ömsesidigt äktenskapslöfte. Ett barn kunde också antecknas i födelsebok utan "kända föräldrar", ofta dock med moderns ålder/födelseår angivet, detta är tidvis vanligt i Stockholm och blev möjligt i och med barnamordsplakatet 1776. Om föräldrarna senare gifte sig eller modern tog på sig vårdnaden för barnet så lät man "anteckna barnet som sitt eget". 
Beträffande utomäktenskapliga barns rättsställning rådde väsentliga olikheter mellan olika länders rättssystem. I Sverige bar barnet moderns medborgarskap, kyrklig gemenskap och hemort, och från och med Släktnamnslagen 1901 även hennes efternamn. Dessa barns rättsställning i fråga om arv hade då förbättrats något genom förordningen av 14 april 1866 och lag av 17 mars 1900. Barn utom äktenskap redovisades ofta i kyrkobokföringen endast tillsammans med moderns namn, speciellt under 1800-talet, under 1700-talet såg man mer allvarligt på "brottet" från kyrkan och sökte ta reda på fadern. Under 1900-talet var skambeläggandet mindre och ofta noteras även faderns namn om inte i födelseboken så i alla fall i församlingsboken. 
Både barn och moder riskerade ett utanförskap i det dåtida samhället som beroende på var i landet och vilket tidsepok kunde bli ett hinder för dem själva och för deras närmaste. Barnens välfärd säkrades antingen genom frivilliga insatser av släktingar och vänner (hos vilka de i bästa fall kunde bli fosterbarn), eller genom institutionalisering på barnhem och utackordering till fosterföräldrar mot betalning. Att som ensam moder bära försörjningsbördan var ibland så betungande att de lämnade bort sitt barn.  
Till 1864 var det förbjudet att ha utomäktenskapliga förbindelser. Beviset att så skett var ofta det oäkta barnet. Om lagen följdes skulle föräldrarna stämmas inför tinget av länsmannen och dömas till böter. Därmed avslöjas många gånger en okänd far i domboken. På många håll i landet, särskilt under 1800-talet, sågs det inte så allvarligt på saken och man lät bli att lagföra föräldrarna. Även kyrkan ville ha sin del, så föräldrarna behövde betala böter även där, kyrkotukt. Det innebär att föräldrarna kan ha noteras för en intäkt i kyrkoräkenskaperna vid tiden för barnets födelse.